# Gare d'Auber

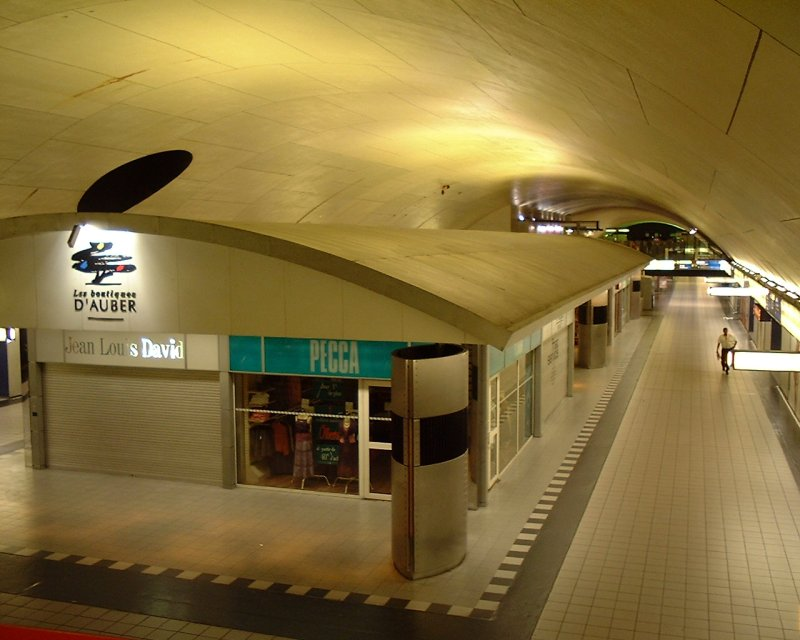
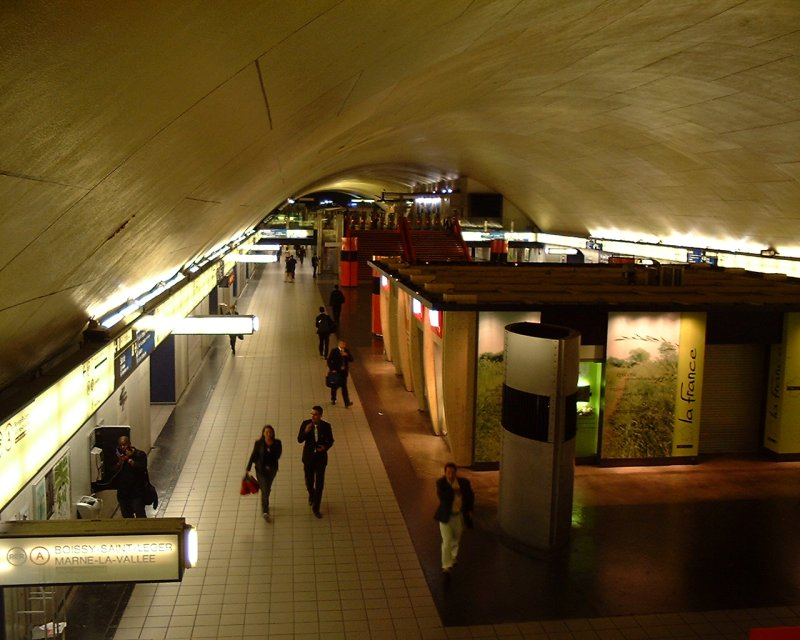
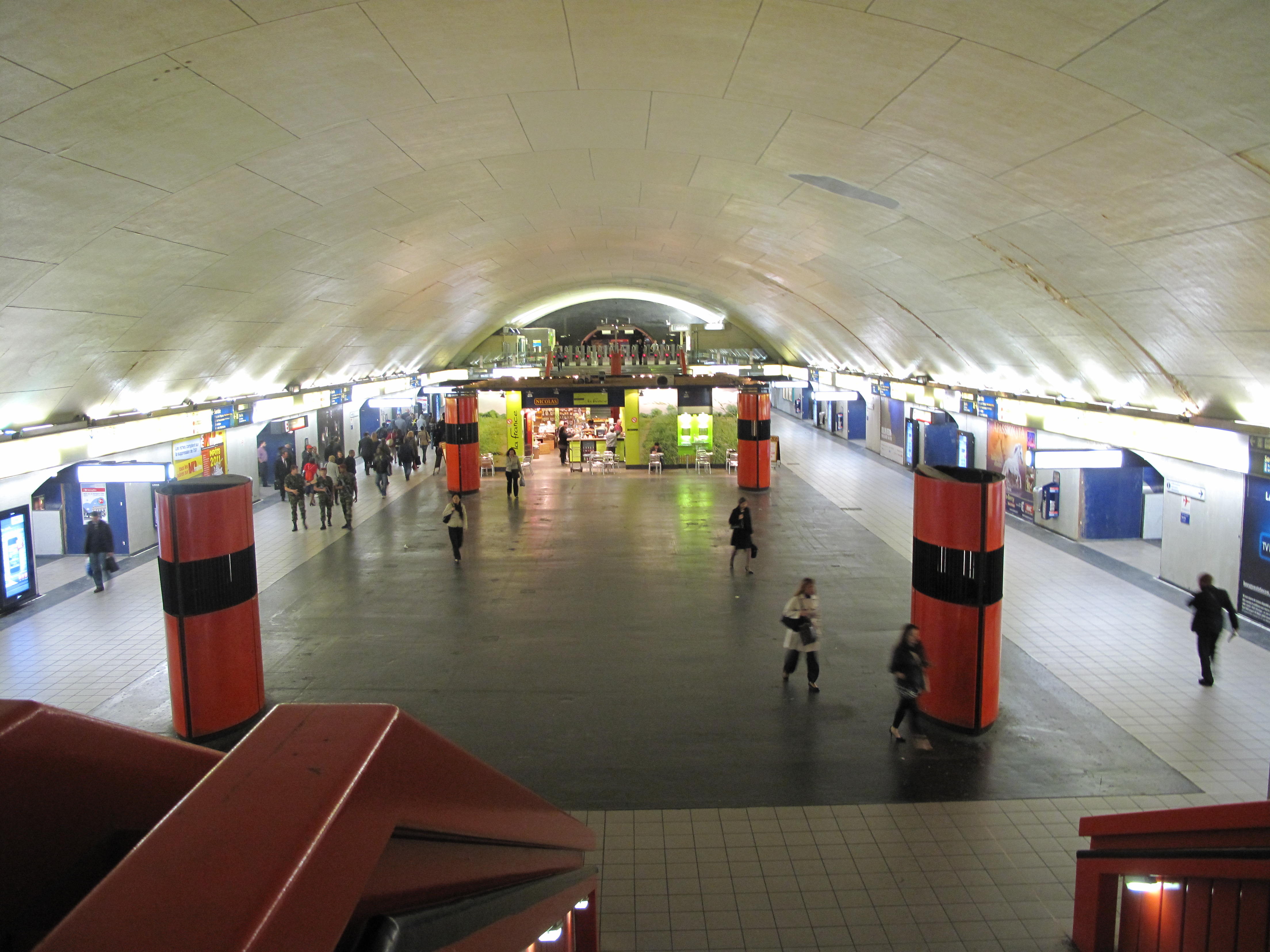
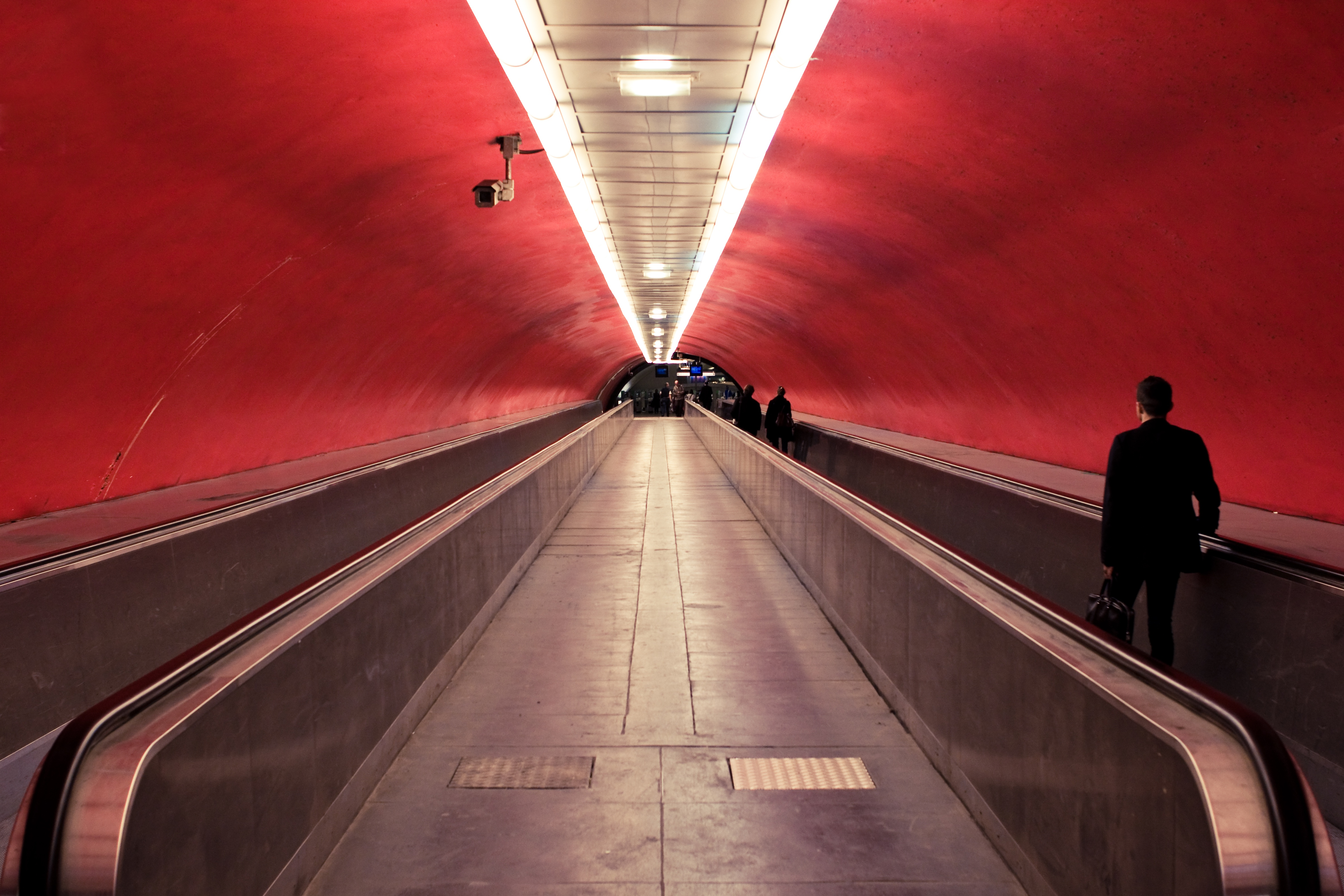

Gare d'Auber är en station för linje A som är en del av Paris pendeltåg eller RER som tågen kallas i Paris. Stationen är underjordisk och öppnade år 1971. Stationen har långa gångtunnlar till närliggande tunnelbanestationer såsom Opéra, Havre-Caumartin, Saint-Augustin, Saint-Lazare och till pendeltågsstationen Haussmann - St-Lazare som ligger på linje E. Det stora antalet sammanlänkade stationer och gångtunnlar utgör tillsammans ett av världens största underjordiska stationskomplex.

## Förbindelser med andra stationer
- Haussmann - St-Lazare, RER linje E
- Havre-Caumartin, Metro linje 3,9
- Opéra, Metro linje 3,7,8
- Saint-Augustin, Metro linje 9
- Saint-Lazare, Metro linje 3,12,13,14